# Im Seong-gu
Im Seong-gu (임성구지; fl. XVI secolo) è stata una persona intersessuale coreana del primo periodo Joseon, la cui vita è registrata negli Annali della dinastia Joseon.

## Biografia

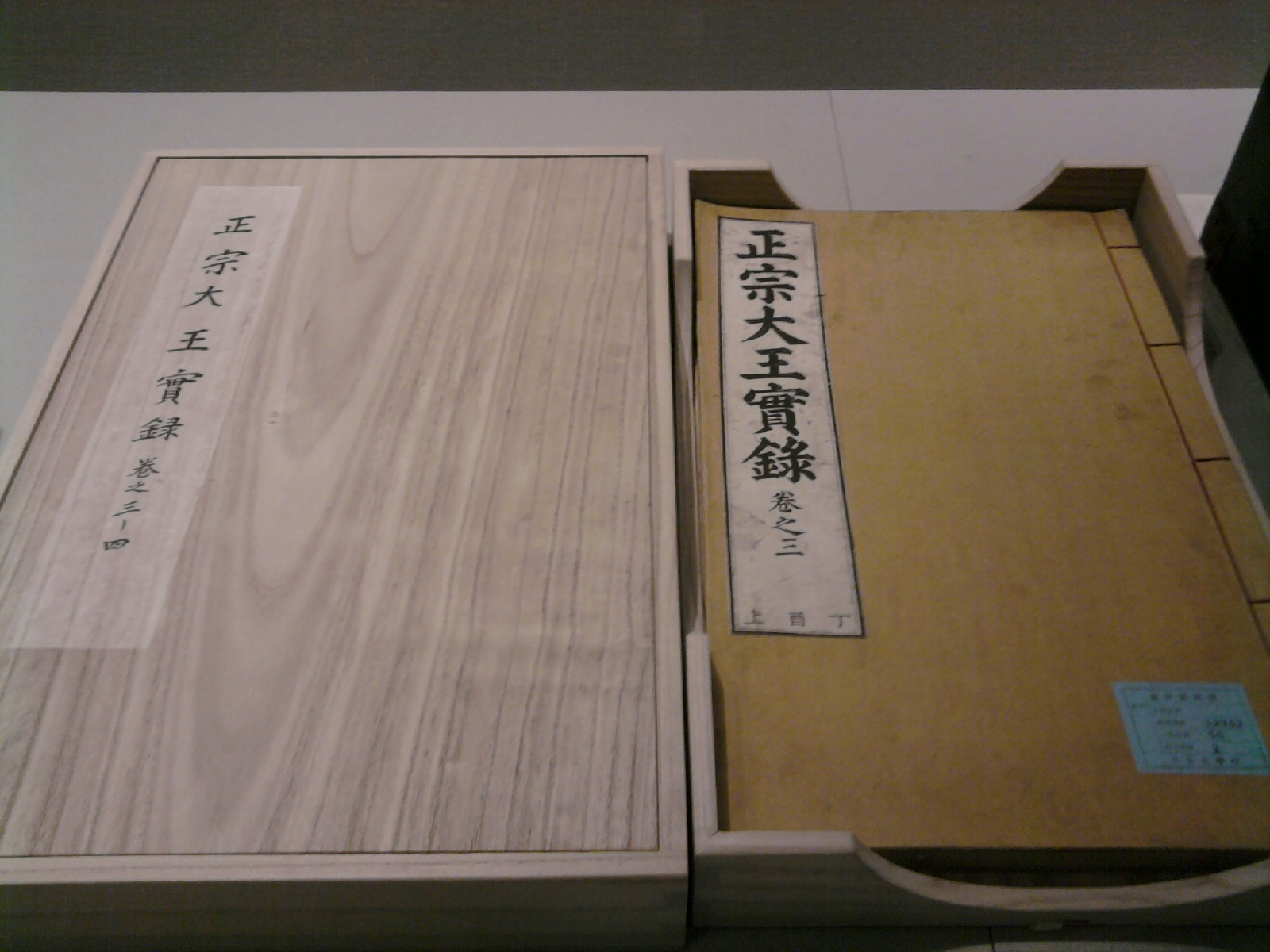
Gli annali della dinastria Joseon, presso l'Università di Seoul

Le date della vita di Im Seong-gu sono sconosciute, ma parte della sua biografia è conservata nell'ottavo libro di Le veritiere registrazioni della dinastia Joseon. In questi annali, Im Seong-gu è indicato come un "uomo di Gilju", che sposò un uomo e una donna. Il resoconto discute anche di quanto fosse pieno di yin e yang, il che si esprimeva nel suo genere. Cresciuta come una ragazza, si sposò, ma il marito fu scioccato nel vedere il suo corpo durante la prima notte di nozze. In seguito si risposò con una donna.
Nel 1548, la corte Joseon sentenziò che Im Seong-gu rappresentasse un fattore di disturbo nella società e lo esiliò. Il Saganwon (사간원), l'opposizione alla monarchia, insistette affinché Im Seong-gu fosse giustiziato. Tuttavia il re Myeongjong di Joseon proibì l'esecuzione, affermando che l'esilio era sufficiente. Gli annali dibattono della questione se dovesse essere ucciso, come in altri casi simili in India. Descrivono anche come Im Seong-gu indossasse abiti da uomo e da donna.
Un'interpretazione alternativa degli Annali descrive Im Seong-gu come un uomo bisessuale.